# Salazar (Estado de México)
Salazar es una localidad mexicana del Estado de México y el municipio de Lerma, en el trayecto de la Ciudad de México a Toluca.
Salazar se encuentra ubicado en las coordenadas 19°18′26″N 99°23′20″O / 19.30722, -99.38889 y a una altitud de 3000 metros, a unos 70 metros de la Carretera Federal 15, autopista México-Toluca, con la que une un ramal carretero, el entorno de Salazar es boscoso y montañoso por encontrarse en las estribaciones de la Sierra de las Cruces y de La Marquesa, es conocido como un destino de actividades turísticas de fin de semana para los habitantes de la Ciudad de México y Toluca y en la que se localizan restaurantes y actividades como montar a caballo y gotcha; en sus cercanías además se encuentran ranchos y casas de campo, aunque su origen se dio como una estación de ferrocarril. De acuerdo a los resultados del Conteo de Población y Vivienda de 2005 realizado por el Instituto Nacional de Estadística y Geografía, la población total de Salazar es de 1149 habitantes, de los cuales 563 son hombres y 586 mujeres.